# Oudemansiella
Oudemansiella es un género de hongos de la familia Physalacriaceae. El género incluye aprox. 15 especies que se encuentran distribuidas de forma amplia en regiones tropicales y templadas.

## Galería

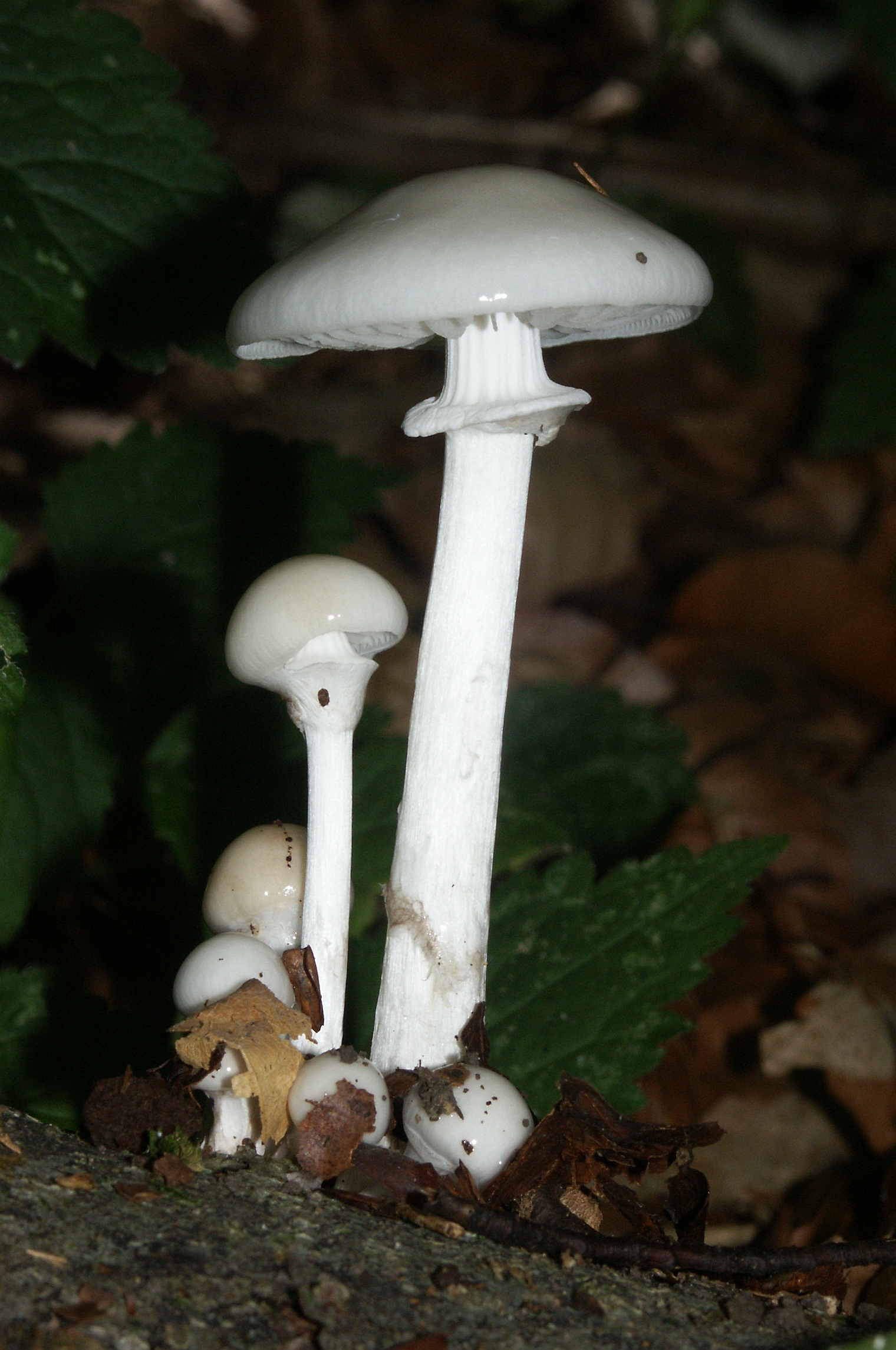
Oudemansiella mucida, Hohenlohe, Alemania
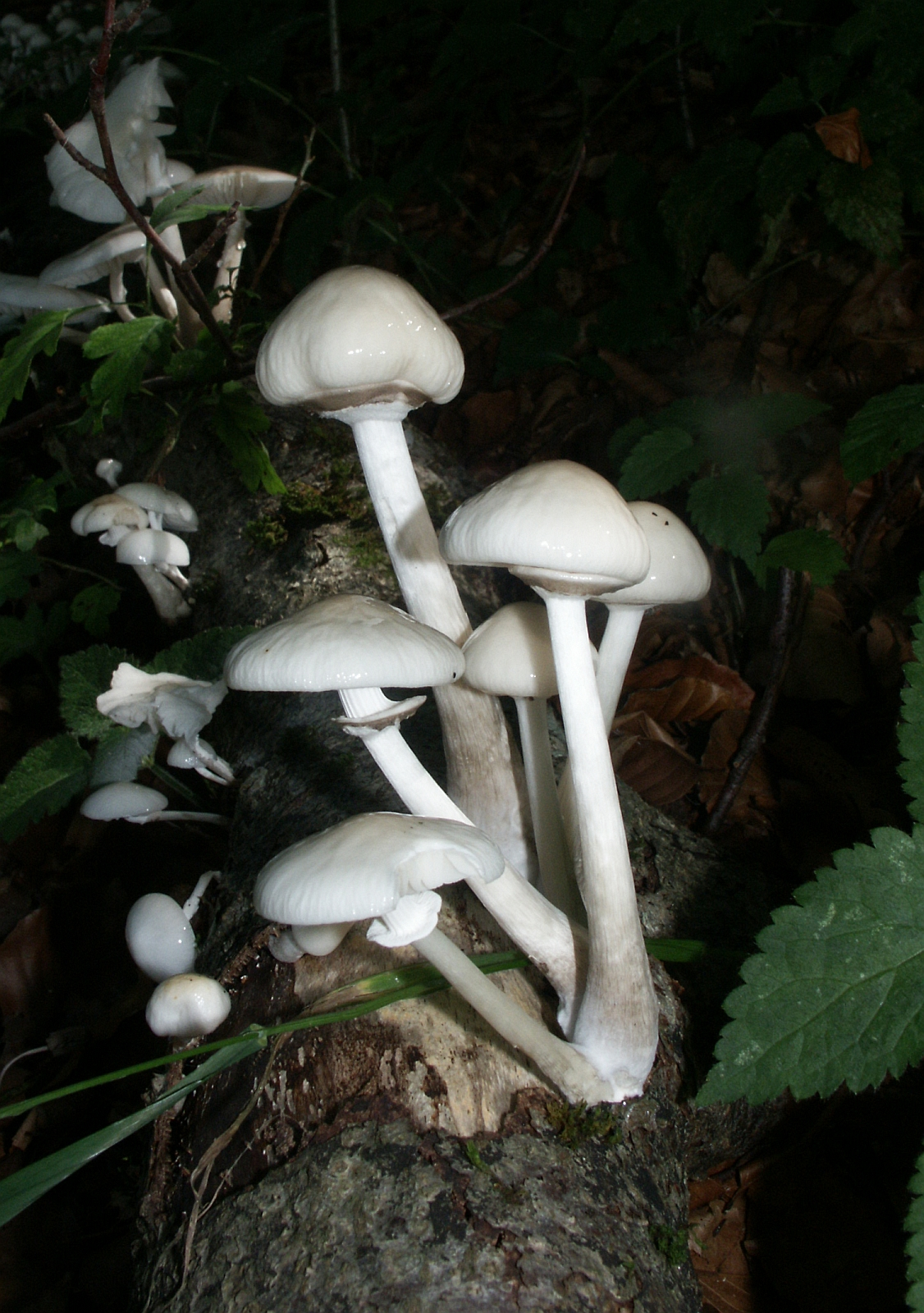
Oudemansiella mucida, Hohenlohe, Alemania